# Kazlak (Monet festményei)

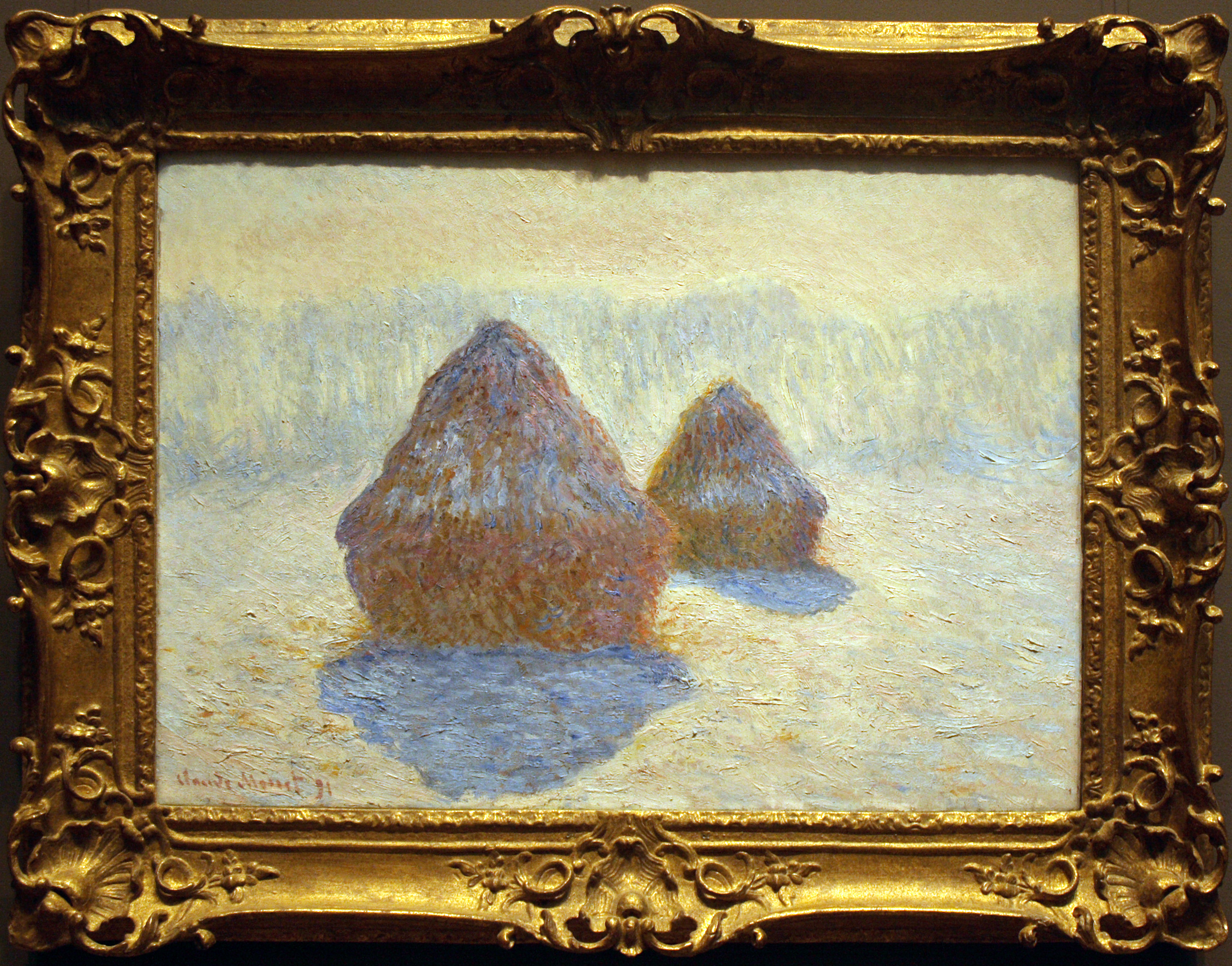
Kazlak – A hó és a nap fényjátéka

A Kazlak Monet impresszionista festmény-sorozata, amely mintegy 25-30 képből áll. Témájuk a termés összegyűjtésének a normandiai tájakon akkoriban használt módszere, amelyet Monet nagyon alkalmasnak talált arra, hogy a fény játékát rajtuk tanulmányozza és ábrázolja a különböző év- és napszakokban, változatos időjárási körülmények között.
A sorozat szűkebb értelemben véve az 1890 őszétől a következő év tavaszáig készült 25 képet (Wildenstein-index szerinti számuk 1266-1290) tartalmazza, mások ebbe a csoportba sorolják Monet egyéb időszakokban készült hasonló témájú képeit is.
E festmények jelenleg a világ legjelentősebb múzeumaiban, valamint néhány magángyűjteményben találhatók.

## Történetük
A képeket Monet Giverny mellett, otthona közelében festette. Az 5-6 méter magas kazlak ekkoriban a normandiai táj mindennapos jellegzetességei voltak. A learatott búzát tárolták így, cséplés előtt, mivel akkoriban a cséplőgépek sorban keresték fel a különböző termőterületeket, és volt, ahová csak tavaszra jutottak el. Addig a búzakalászokból rakott kazlat a felső védőrétegként alkalmazott széna óvta az időjárás viszontagságaitól. Ez magyarázza azt is, hogy a különböző nyelveken felváltva hívják e festmények tárgyát széna- illetve búza-kazlaknak.
Monet először mindössze két kép festésére gondolt, az egyiken borult, a másikon napos időben akarta ábrázolni a kazlakat. Munka közben azonban rájött a téma gazdagságára, arra, hogy mennyi különféle módon jelenik meg a mindennapos tárgy a különböző fényviszonyok, időjárási körülmények között. Így írt levelében Gustave Geoffroy kritikusnak: „Keményen dolgozom, küzdök a különböző effektusokkal(kazlak), de ebben az évszakban a nap olyan gyorsan lenyugszik, hogy nem tudok lépést tartani vele…. Minél tovább folytatom, annál inkább látom, sok munkára van még szükség, hogy visszaadhassam a vásznon, amit látok.”
Monet nagyrészt a szabadban dolgozott, de a képeket a műtermében fejezte be.

## Visszhang
Monet ekkoriban már elismert festő volt, de a Kazlak sorozata mégis váratlanul nagy sikert aratott. 1891 májusában a 25 elkészült képből 15-öt bemutatott egy kiállításon, és napokon belül mindegyik elkelt. Ez a pénzügyi siker tette lehetővé a festő számára, hogy megvásárolja addig bérelt otthonát, és hozzálásson híres kertje építéséhez, ami később egy még nevezetesebb festmény-sorozat, a Tavirózsák témája lesz.
Monet korábban is festett már több változatot egy-egy témáról, de ekkortól vált munkamódszerére általában jellemzővé a szinte azonos témák igazi impresszionista módon, azaz a pillanatnyi fényviszonyok, hangulatok rögzítésével, sorozatokban történő feldolgozása. Így örökítette meg többek között a Roueni katedrális ezer arcát, vagy a londoni parlament épületét.

## Az 1890-1891-es sorozatból

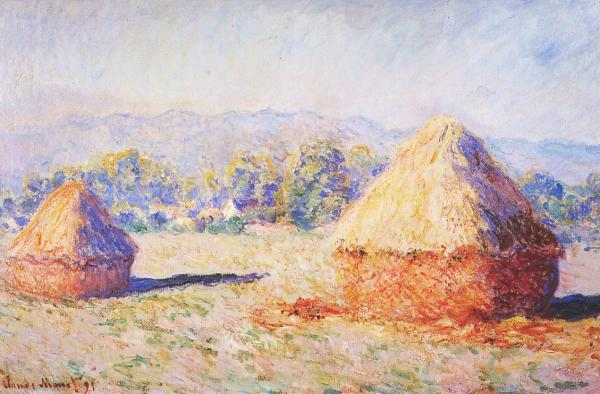
Kazlak a reggeli napfényben, 1890. Magángyűjtemény
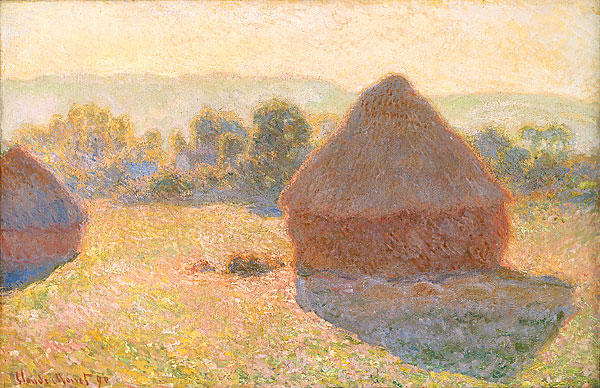
Kazlak, dél, 1890-91, National Gallery of Australia
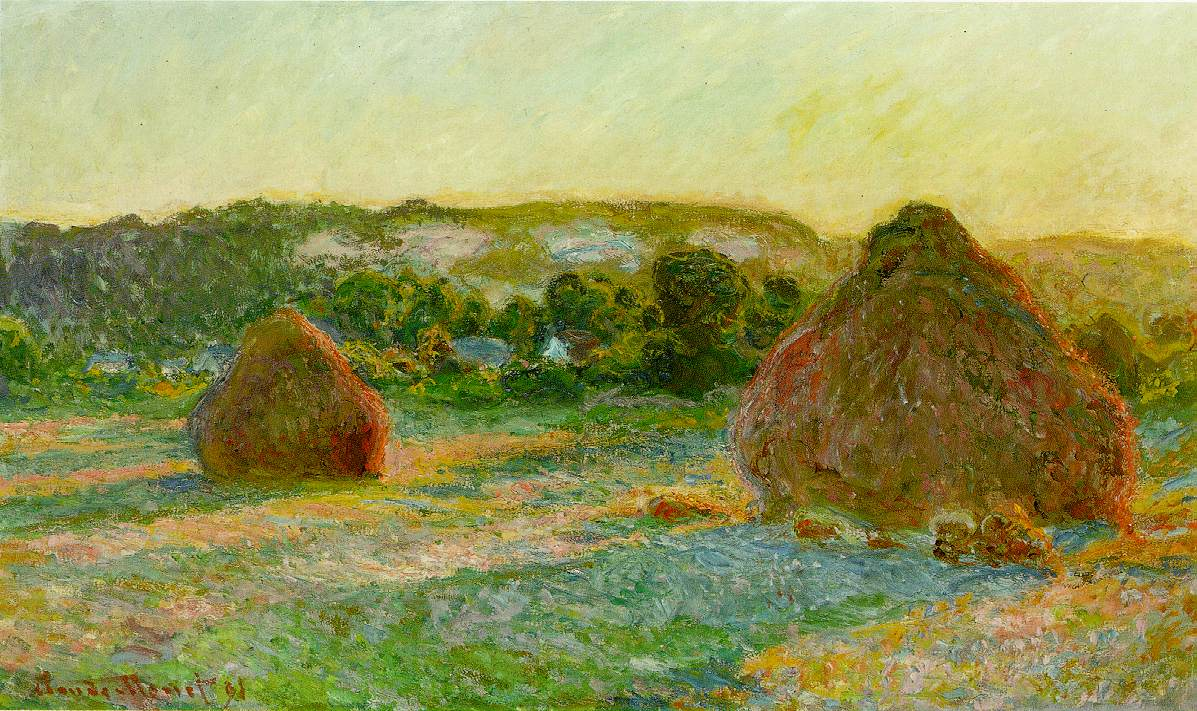
Kazlak a nyár végén, 1890-91. Art Institute of Chicago
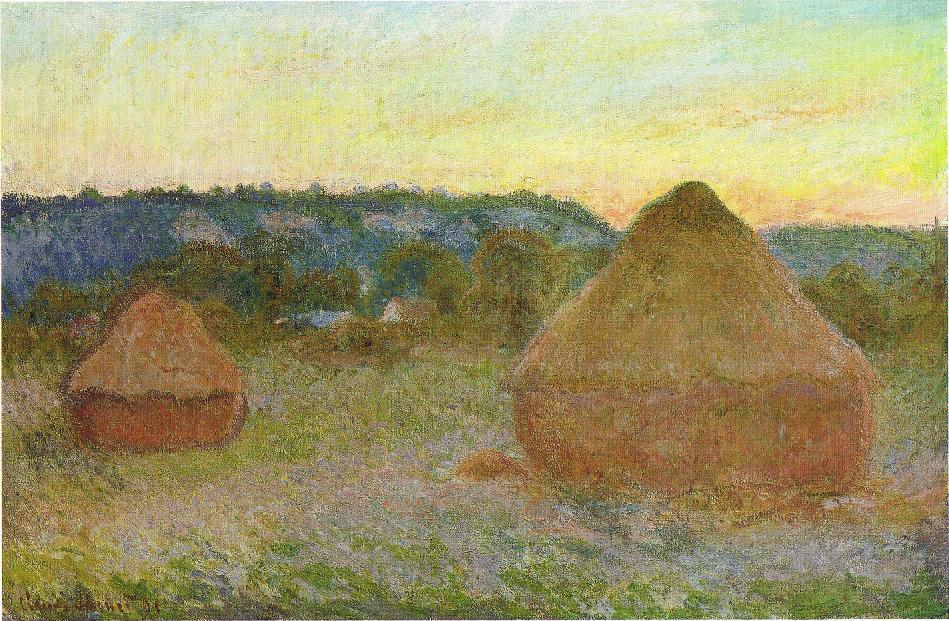
Kazlak, 1890-91. Art Institute of Chicago
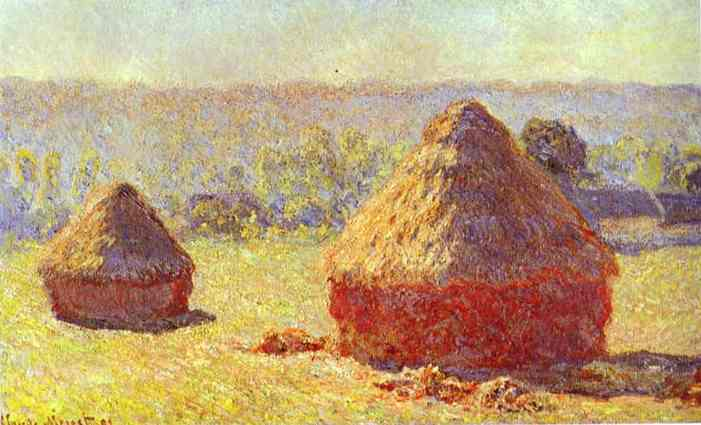
Kazlak, nyárvégi reggel, 1891. Louvre
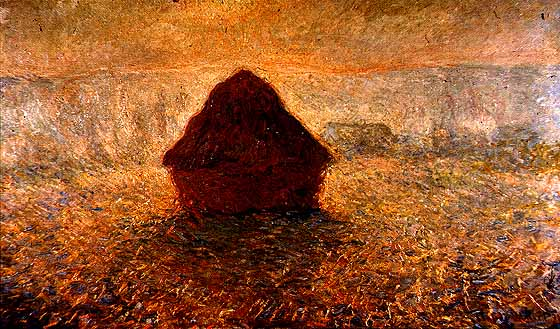
Kazlak, ködös reggel, 1891. Magángyűjtemény
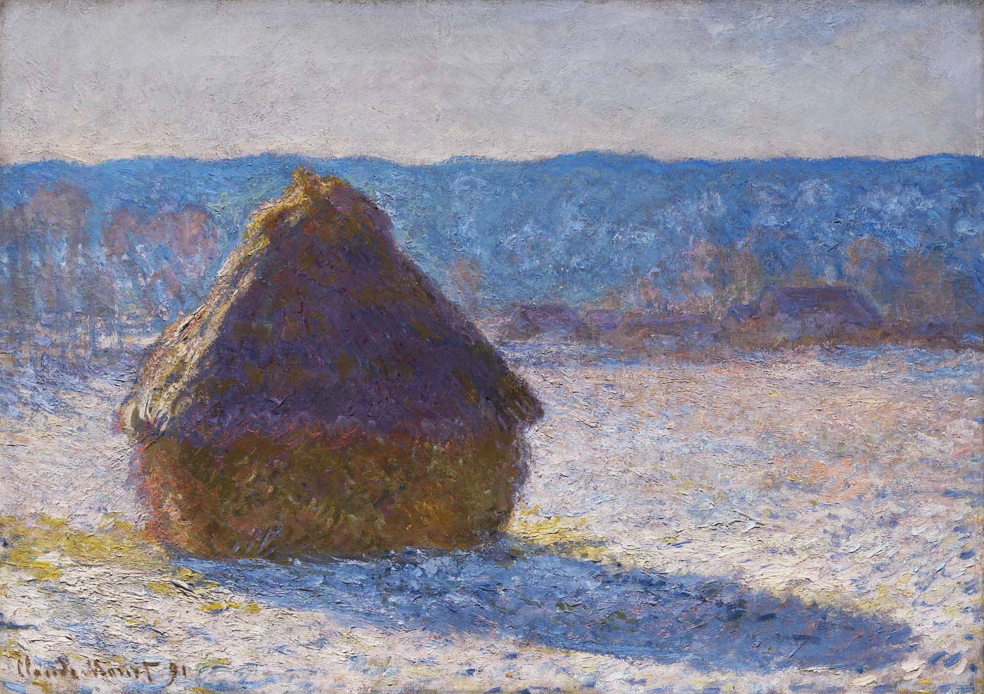
Kazlak - a reggeli hó hatása, 1891. Museum of Fine Arts, Boston
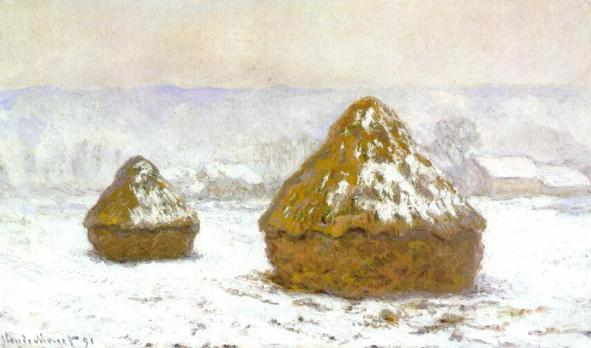
Kazlak, hó, 1890-91. Shelburne Museum, Shelburne, VT.
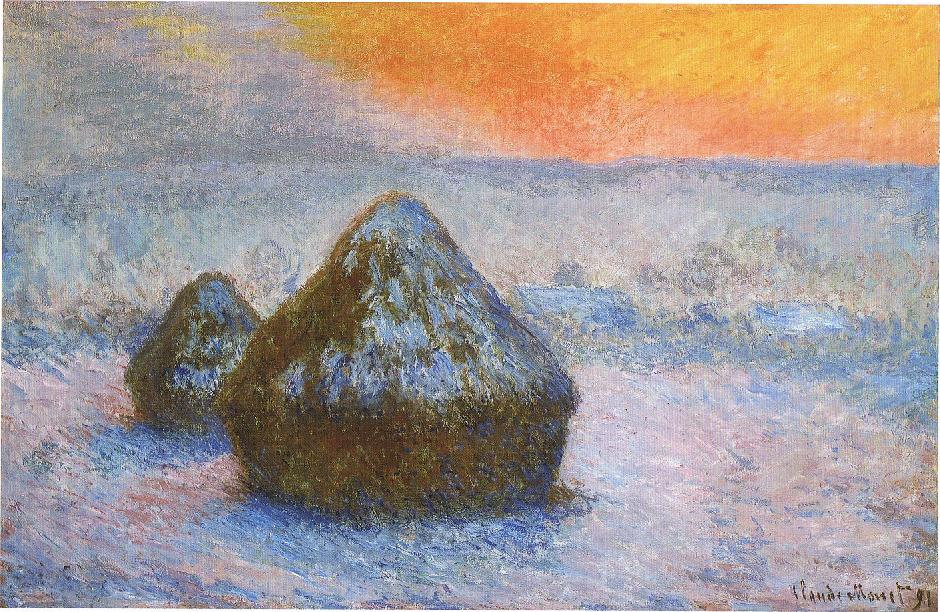
Kazlak (Napnyugta, a hó hatása), 1890-91. Art Institute of Chicago
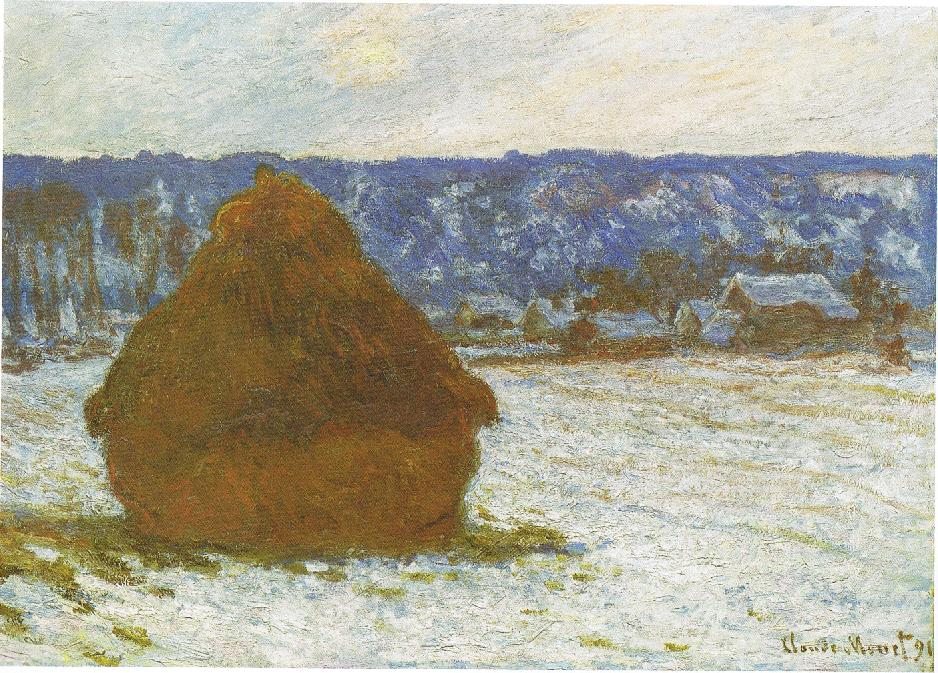
Kazlak - a hó hatása egy borús napon, 1890-91. Art Institute of Chicago
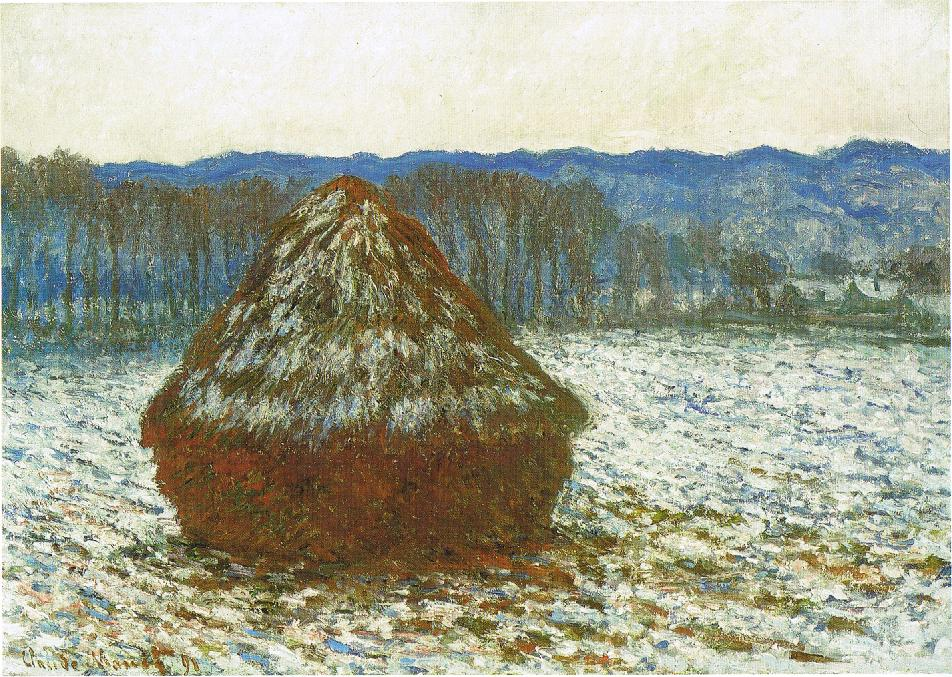
Kazlak, 1890-91. Art Institute of Chicago
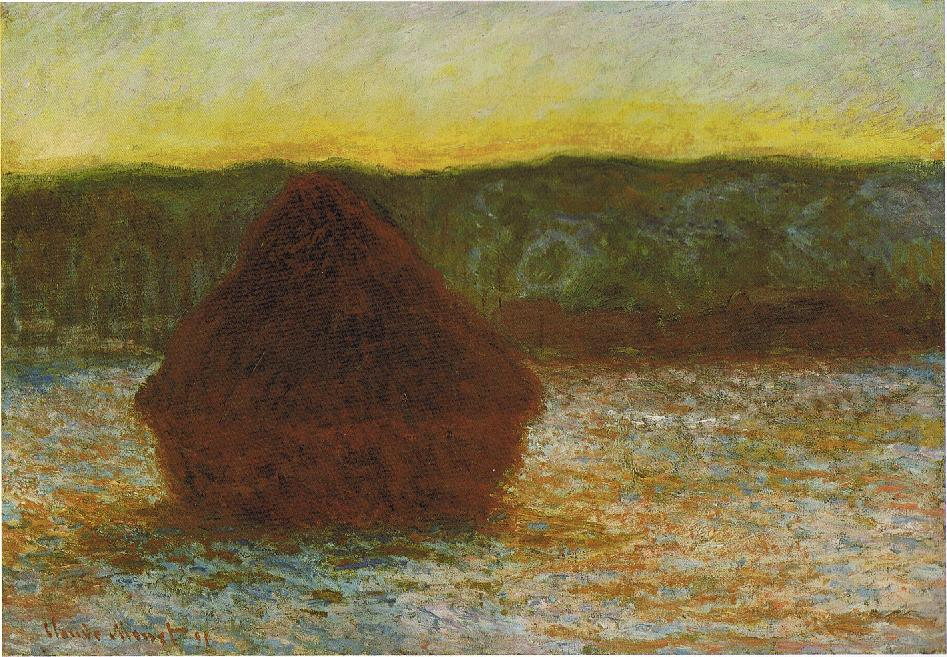
Kazlak - olvadás, napnyugta, 1890-91. Art Institute of Chicago
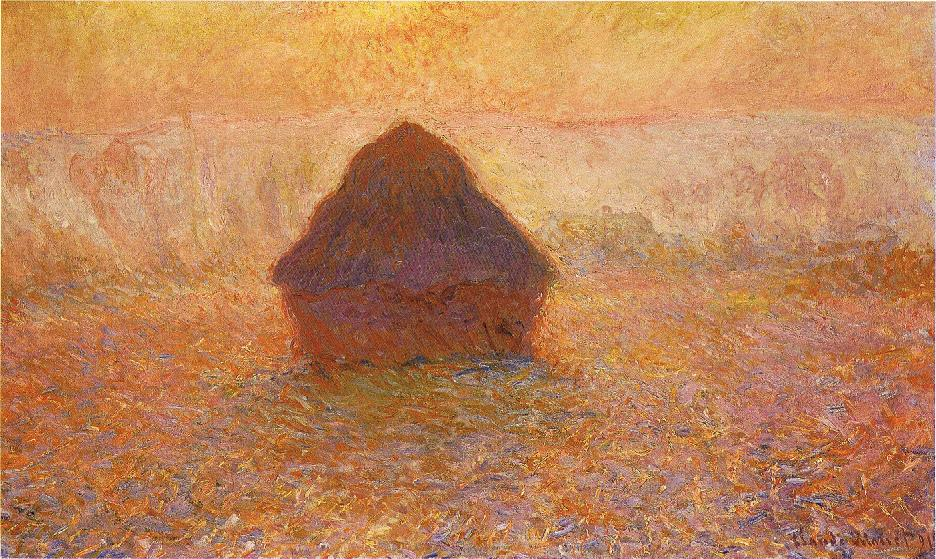
Kazlak - nap a ködön át, 1891. Minneapolis Institute of Arts
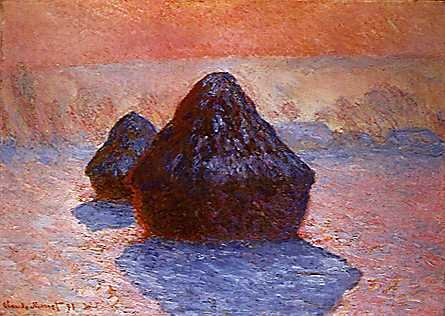
Kazlak (Hó és napfény), 1890-91. National Gallery of Scotland
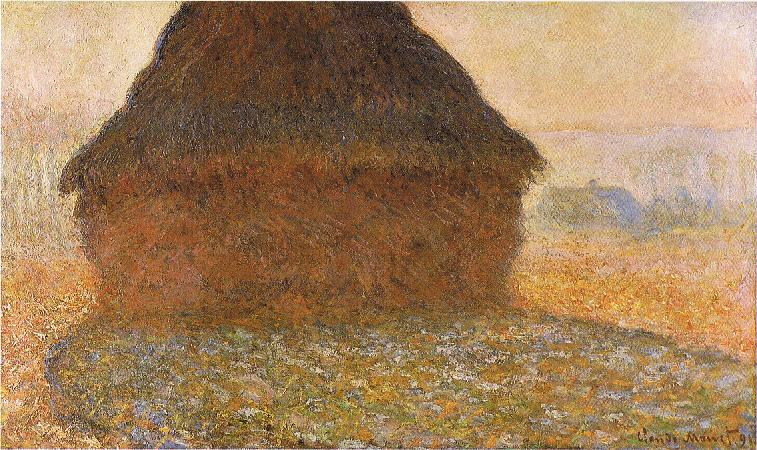
Kazlak napfényben, 1891. Kunsthaus, Zürich.
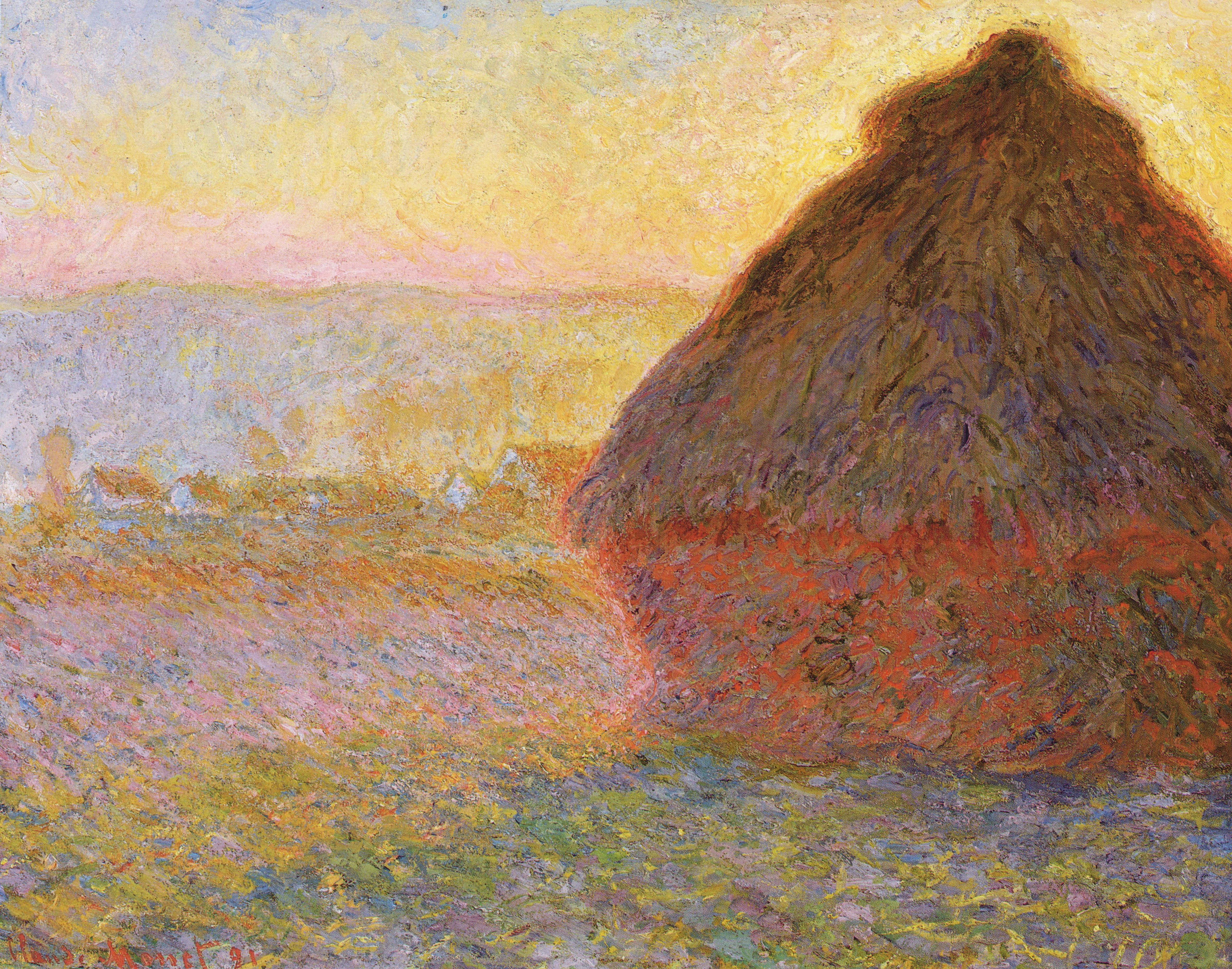
Kazlak (Napnyugta), 1890-91. Museum of Fine Arts, Boston
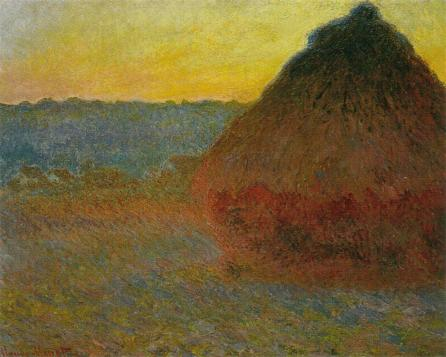
Kazlak a napfényben, 1891. Magángyűjtemény

## 1888-1889-es festmények a témában
Az 1888-as termésről Monet készített még három képet, két-két kazlat ábrázolva (Wildenstein #'s 1213-5), amelyek hátterében hegyek láthatóak a Szajna bal partján és Giverny néhány háza jobb oldalon. Utána még két képet festett erről a helyről balra fordulva (1216-7), amelyeken a hegyeket nyárfasor takarja el. 

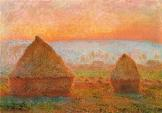
Kazlak Giverny mellett, napnyugta, 1888-9.
Kazlak, fagy, 1889. Hill-Stead Museum, Farmington, CT.
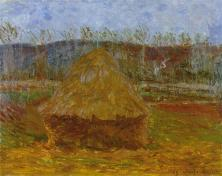
Kazlak Giverny mellett, 1888-9.